# Buena suerte
Buena suerte è il sesto album da solista del rocker italiano Pino Scotto. Si tratta di un concept album ed è stato pubblicato il 2 aprile 2010, dopo essere stato presentato in anteprima all'Alcatraz di Milano il 21 marzo 2010 in occasione dell'Italian Gods of Metal.
Il tour di supporto a questo album si intitola Buena Suerte Tour e prevede diverse tappe di Pino Scotto e la sua band in tutta Italia, da marzo a settembre 2010.

## Titolo e contenuti
Pino Scotto ha sottolineato come il titolo dell'album, Buena suerte ("buona fortuna" in spagnolo), sia un augurio ironico, probabilmente riferendosi alle attuali condizioni politiche e sociali.
Nell'album, come affermato dal cantante stesso, ha voluto affrontare «un malessere politico, sociale, umano». I testi, scritti per lo più da Norman Zoia, si riferiscono a tutti coloro che Pino Scotto accusa di «spaccio di demenza».

## Tracce
1. Quore di rock 'n' roll
2. Morta è la città (feat. Kee Marcello)
3. Gli arbitri ti picchiano (feat. Caparezza)
4. Il pronista
5. Tempi lunghi
6. Soldatini di pongo
7. Stage degli innocenti
8. Maldido street
9. Che figlio di Maria
10. Blues on
11. Diatribal rock

## Formazione
- Kee Marcello - chitarra
- The Fire:
- Filippo Dallinferno - chitarra
- Lou Castagnaro - chitarra, tastiere
- Pelo - basso
- Davide Mozzanica
- Marco Di Salvia - batteria